# Ульянов, Илья Николаевич

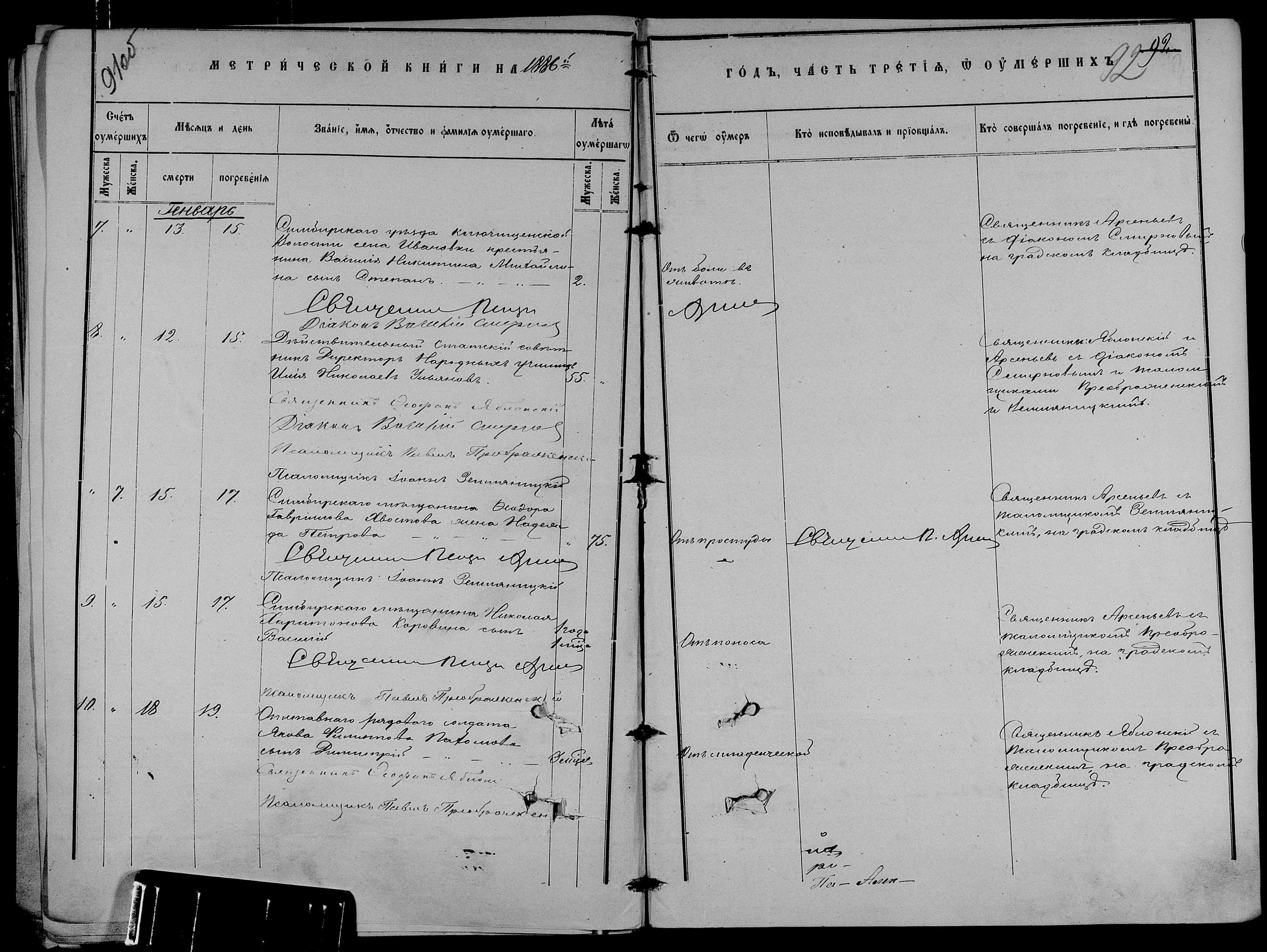
Запись о смерти Ильи Николаевича Ульянова; запись № 8 от 15.01.1886 г., Богоявленская церковь.

Илья́ Никола́евич Улья́нов (19 [31] июля 1831, Астрахань — 12 [24] января 1886, Симбирск) — российский государственный деятель, педагог, сторонник всеобщего равного для всех национальностей образования. Действительный статский советник. Отец Владимира Ленина.
Известность Илье Ульянову принесли его знаменитые сыновья и дочери революционеры — Александр Ульянов, Владимир Ульянов-Ленин, Дмитрий Ульянов, Анна Ульянова-Елизарова и Мария Ульянова.

## Происхождение
При рождении Ильи Николаевича в церковной метрической книге было записано: «Девятнадцатого числа астраханск. мещ. Николая Василия Ульянина и законной жены его Анны Алексеевны сын Илья». Впоследствии он изменил свою фамилию с Ульянин на Ульянов. Когда родился Илья, его отцу Николаю Ульянину уже исполнилось 60 лет.
Биографические материалы о родителях В. И. Ленина много лет собирала Мариэтта Шагинян. Первое издание её хроники «Семья Ульяновых» вышло в свет в 1935 году и вызвало резкое недовольство Сталина. 5 августа 1936 года появилось постановление Политбюро ЦК ВКП(б), принятое по инициативе Сталина, «О романе Мариэтты Шагинян „Билет по истории“ часть 1. „Семья Ульяновых“», в котором автора романа подвергли критике, а роман попал в список запрещённых книг.

### Отец
Николай Васильевич Ульянин (1770—1838) — астраханский мещанин, портной, бывший крепостной крестьянин из села Андросово Сергачской округи (уезда) Нижегородской губернии, ушедший на оброк и не вернувшийся к помещику Брехову. Есть предположение, что Николай Ульянин мог происходить из обрусевшей мордвы, поскольку в начале XVII века в селе Андросово, помимо русских крестьян, проживали эрзяне. Например, в нижегородских платёжницах 1608—1612 годов упомянуты мордвины Кузема и Одман Ромодановы из села Андросова.
Историк Е. И. Парадеев отмечает, что крестьяне массово попадали в Арзамасский уезд со всех концов государства, поэтому именно эрзянское происхождение рода Ульяниных доказать невозможно. Исследователь реконструирует их генеалогию следующим образом:
- Николай Васильевич
  - Василий Никитич (ревизии 1744 и 1762)
    - Никита Григорьев (ревизии 1723, 1744 и 1762, село Андросово прапорщика Михаила Семёновича Панова)
      - Григорий Андреев (переписи 1678 и 1705)
        - Андрей Григорьев
          - Григорий Андреев (перепись 1646 года, деревня Еропкино Залесного стана Арзамасского уезда)

В 1990 году были опубликованы биографические данные (в том числе — из ревизских сказок) с указанием следующих годов жизни: Никита Григорьевич (так отчество указано в источнике) Ульянин — 1711—1779, его сын, Василий Никитич (так отчество указано в источнике) — 1733—1770, внук Николай Васильевич (так отчество указано в источнике) — 1770—1836; Николай Васильевич в 1791 г. с разрешения помещика Брехова «отлучился» на заработки, но в положенный срок назад не вернулся, и до конца жизни проживал в Астрахани, здесь он из Ульянина стал Ульяновым.

### Мать
Анна Алексеевна Смирнова (1800—1871) — дочь астраханского мещанина Алексея Лукьяновича Смирнова — в 1823 году, в 23 года вышла замуж за 53 летнего портного Николая Васильевича Ульянина, мещанина Ново-Павловской слободы. В браке Анна Алексеевна родила пятерых детей: трёх девочек и двух мальчиков. Последним ребёнком в семье был Илья.
Мариэтта Шагинян пишет, что Анна Алексеевна Смирнова по отцовской линии происходила из рода крещёных калмыков.

### Старший брат

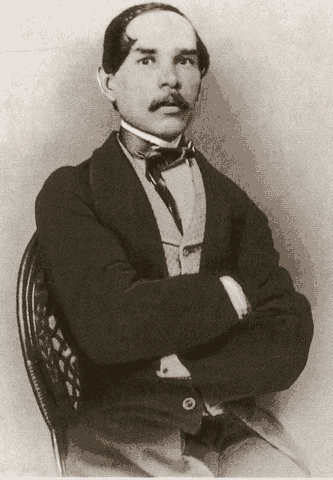
Василий Николаевич Ульянов — старший брат Ильи Николаевича Ульянова, дядя Владимира Ильича Ленина

Василий Николаевич Ульянов (ноябрь 1819 — 25 апреля 1878) — старший брат Ильи Николаевича Ульянова, родился и всю жизнь прожил в Астрахани. Хорошо знал грамоту, так как окончил Астраханское народное училище. Уже с 13 лет помогал семье. Искусно составлял беднякам прошения и всевозможные челобитные, ставил подписи за неграмотных мещан и крестьян.
После смерти отца Николая Васильевича в 1836 году стал главной опорой семьи и содержал на свои заработки мать, тетку, сестру Федосью Николаевну и брата Илью Николаевича, а после смерти своего зятя Н. З. Горшкова помогал сестре Марии Николаевне и четырём племянникам.
Василий решил найти постоянную работу. Сначала поступил на службу к купцу Алабову, а затем устроился объездчиком в рыбопромышленную фирму «Братья Сапожниковы» с жалованием 57 рублей серебром. Объездчики следили, чтобы бугры добытой соли были определённых размеров. Но, главное объездчики наблюдали, не ведется ли воровская добыча соли, не сбывают ли её подрядчики по дешёвке на сторону. Василий Ульянов трудился на Сапожниковых долгие годы, но еле сводил концы с концами. Своей семьей он так и не обзавелся.
Василий Николаевич сыграл огромную роль в жизни отца Ленина — Ильи Николаевича. Лишившись в шестилетнем возрасте отца, Илья всецело зависел от своего старшего брата. Василию Николаевичу пришлось немало хлопотать, ходить по разным учреждениям, чтоб достать документы, необходимые для зачисления Ильи в Астраханскую мужскую классическую гимназию. Василий вместе с Ильей ходил в Астраханскую врачебную управу, которая выдала «Свидетельство» для предъявления в гимназию. Заботливо следил, чтоб у младшего брата были необходимые учебные пособия и тетради. Сила примера старшего брата, отказавшегося от личного счастья, чтобы дать ему образование, заставила Илью отнестись к своему учению как к долгу, воспитала в нём необыкновенную добросовестность и трудолюбие. Имя Василия Ульянова стояло в списке мещан города Астрахани, имеющих право участия в выборах на собраниях мещанского общества. Здесь, среди владельцев лавок, фруктовых садов, рыбных лабазов, значилось имя Ульянова, имевшего из недвижимой собственности единственный дом (Дом Ульяновых в Астрахани, ул. Ульяновых, 9), доставшийся от отца. Василий Николаевич был человеком начитанным, имел полный шкаф книг. На книги он тратил последние сбережения. Книги тогда стоили дорого, эту любовь к книгам он привил и своему младшему брату Илье. Брат Ульянова Ильи Николаевича, отца Ленина, окончивший уездное училище, мечтал о продолжении образования. Своей семьи Василий не имел.
В 1867 г. по состоянию здоровья он оставил работу у братьев Сапожниковых, которые в знак признания его заслуг установили Василию Николаевичу небольшую пенсию. Но пенсии не хватало, и он вынужден был подрабатывать. Василий Николаевич Ульянов умер в 1878 г. от туберкулеза в возрасте 59 лет. Похоронен в Астрахани на старом кладбище, вместе с отцом и другими членами семьи Ульяновых. 

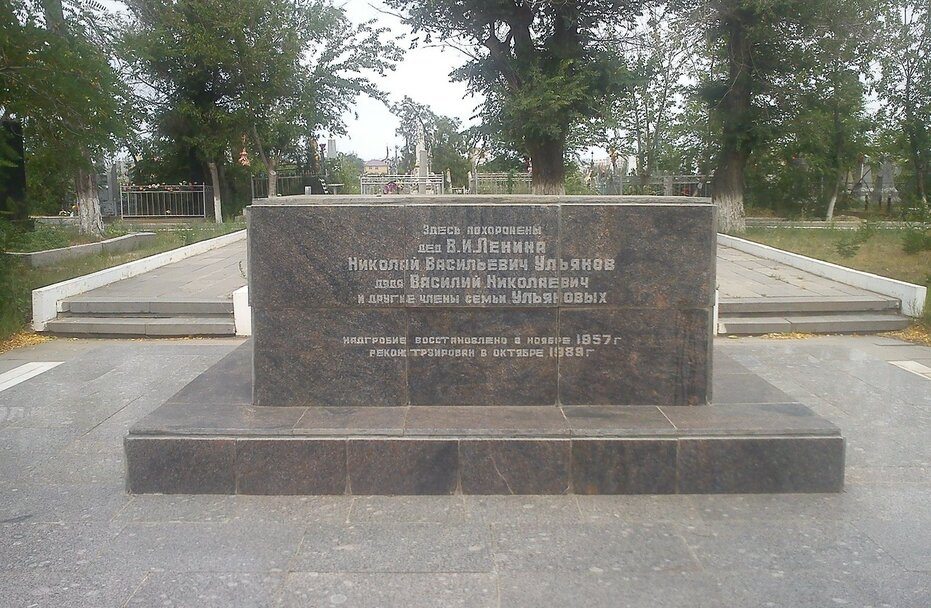
Могила деда Николая Васильевича Ульянова, дяди Василия Николаевича Ульянова Владимира Ленина и других членов семьи Ульяновых похороненных в Астрахани

Сведений о его приездах в Симбирск нет, а вот о пребывании сестры И. Н. Ульянова Федосьи Николаевны в Симбирске можно прочесть в воспоминаниях Марии Ильиничны:
«…из родных отца я помню только Федосью Николаевну, младшую его сестру, добрую женщину небольшого роста, с чёрным платком на голове, которая приезжала к нам в Симбирск и которую отец, а после его смерти мать поддерживали, посылая ей денег».

## Биография
Родился в Астрахани 19 (31) июля 1831 года в семье портного. Дом семьи Ульяновых располагался в историческом районе Коса(улица Ульяновых, 9). Илья Ульянов рано лишился отца, воспитывался попечением старшего брата, Василия Николаевича.

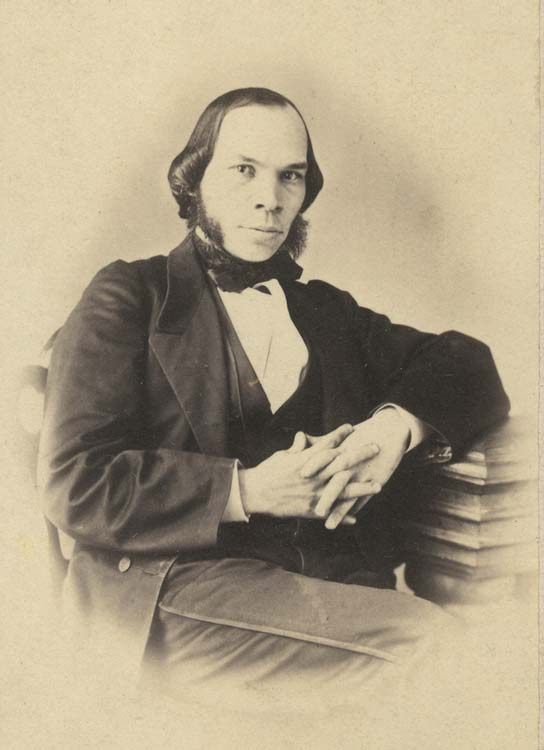
Илья Николаевич в молодости

 Обучение начал в Астраханской мужской гимназии в 12 лет 1843 году (здание построено в 1798 году и сгорело в январе 1918 года, находилось оно на улицах Полицейской и Почтовой ныне улица Кирова, 20/Чернышевского, 3 в настоящее время находится 5 этажный жилой дом). 

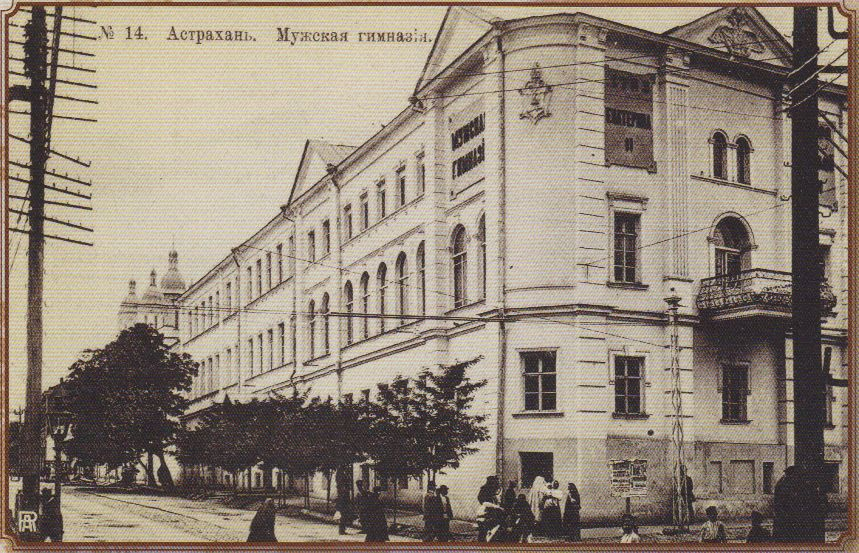
Астраханская мужская гимназия в 1916г, где учился Илья Николаевич Ульянов

Илья Николаевич окончил гимназию с серебряной медалью в 1850 году и физико-математический факультет Казанского университета в 1854 году со степенью кандидата математических наук (с отличием). Темой его диссертационной работы был метод Ольберса и его применение для расчёта траектории кометы Клинкерфуса. 

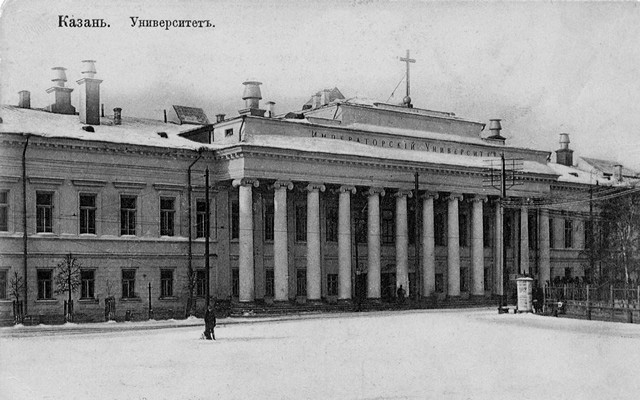
Императорский Казанский университет, где учился Илья Николаевич Ульянов

По окончании университета И. Н. Ульянов в 1855—1863 годах работал старшим учителем математики в Пензенском дворянском институте с заведованием институтской метеорологической станцией. 

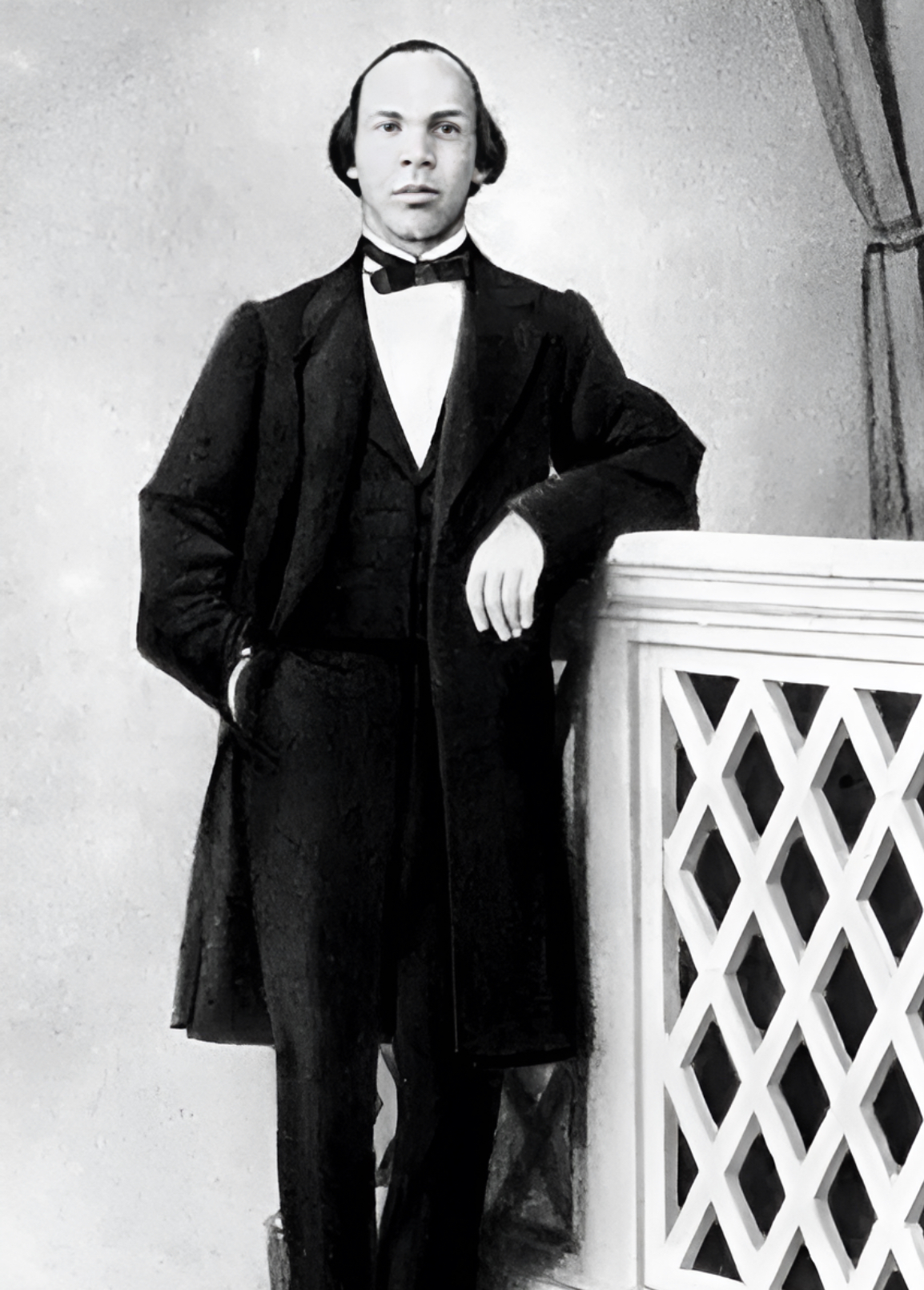
Илья Николаевич Ульянов. 1863 г.,Пенза

22 июня (4 июля) 1863 года перевёлся старшим учителем математики и физики в Нижегородскую мужскую гимназию, 

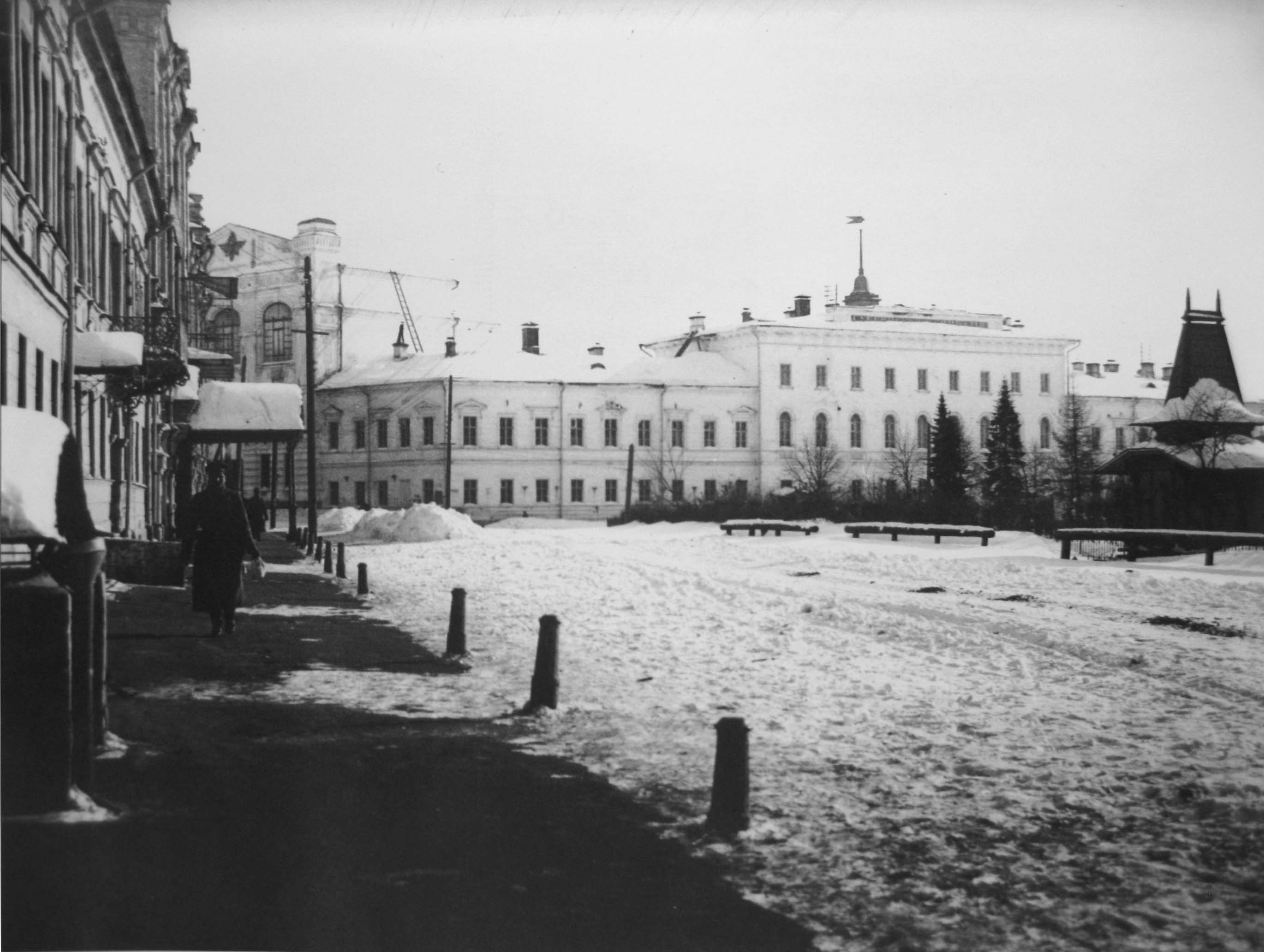
Нижегородская мужская гимназия, где работал Илья Николаевич, фотография 1900 года

 одновременно работая преподавателем и воспитателем в других учебных заведениях Нижнего Новгорода.

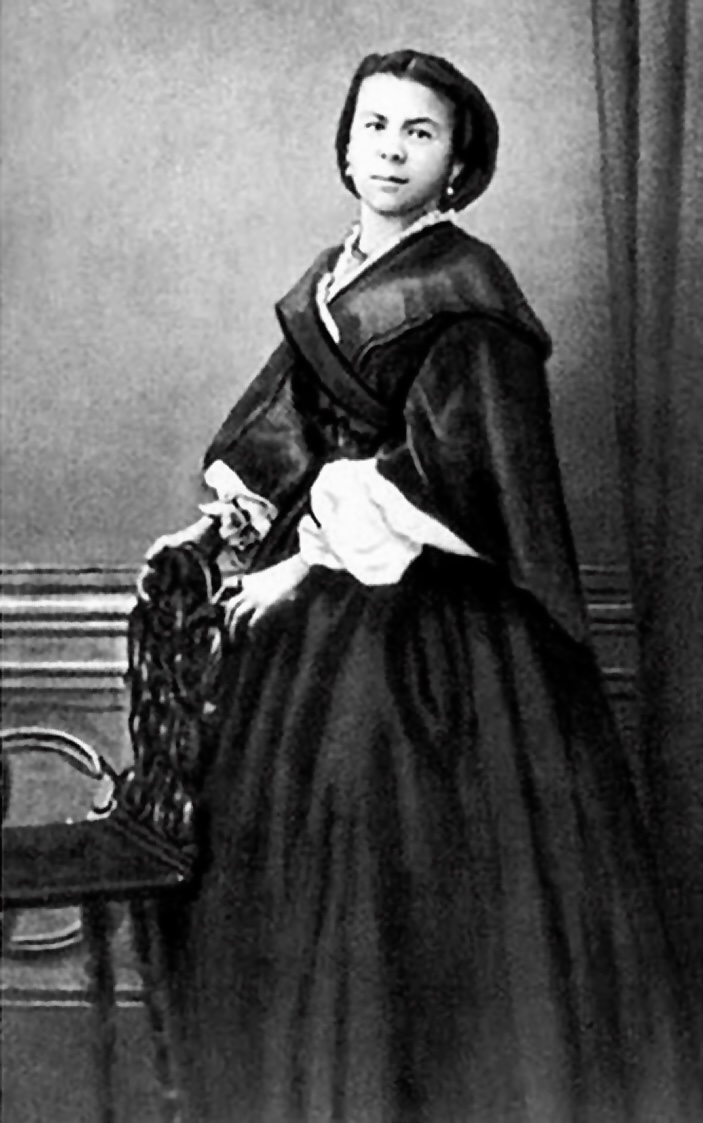
Мария Александровна Бланк-жена Ильи Николаевича Ульянова, 1863 г. Пенза

25 августа (6 сентября) 1863 г. обвенчался с М. А. Бланк в Казанско-Богородицкой церкви села Черемышево.
В 1869 году И. Н. Ульянов получил назначение на должность инспектора народных училищ Симбирской губернии, затем, в 1874 году — директора народных училищ Симбирской губернии.
В 1877 году получил чин действительного статского советника (IV класс Табели о рангах), после 1856 года дававший право на потомственное дворянство ему самому, супруге Марии Ульяновой и всем детям, рождённым после даты старшинства в чине (младшей дочери Марии). В январе 1882 года был награждён орденом св. Владимира 3-й степени, тем самым потомственное дворянство было сообщено всем его детям вне зависимости от даты рождения (как после, так и до награждения), то есть, в том числе, и среднему сыну Владимиру Ульянову.
Невестка Ильи Николаевича, а также жена его второго сына (Владимира Ильича Ленина), Надежда Крупская в своих воспоминаниях отмечала, что «как педагог, Илья Николаевич особенно усердно читал Добролюбова».
Илья Николаевич Ульянов умер, состоя на службе, от кровоизлияния в мозг (геморрагический инсульт), 24 января 1886 года, в 54 года, не дожив до своего 55-летнего юбилея, который он должен был бы отметить 31 июля, (совпадение: его второй сын Владимир Ильич Ленин умрёт от этого же заболевания, но уже в 53 года, 21 января 1924 года). Последнее прощание с Ильей Николаевичем Ульяновым прошло в Богоявленской церкви Симбирска. Похоронен на кладбище Покровского монастыря города Симбирска (ныне Ульяновска).

## Инспектор и директор народных училищ

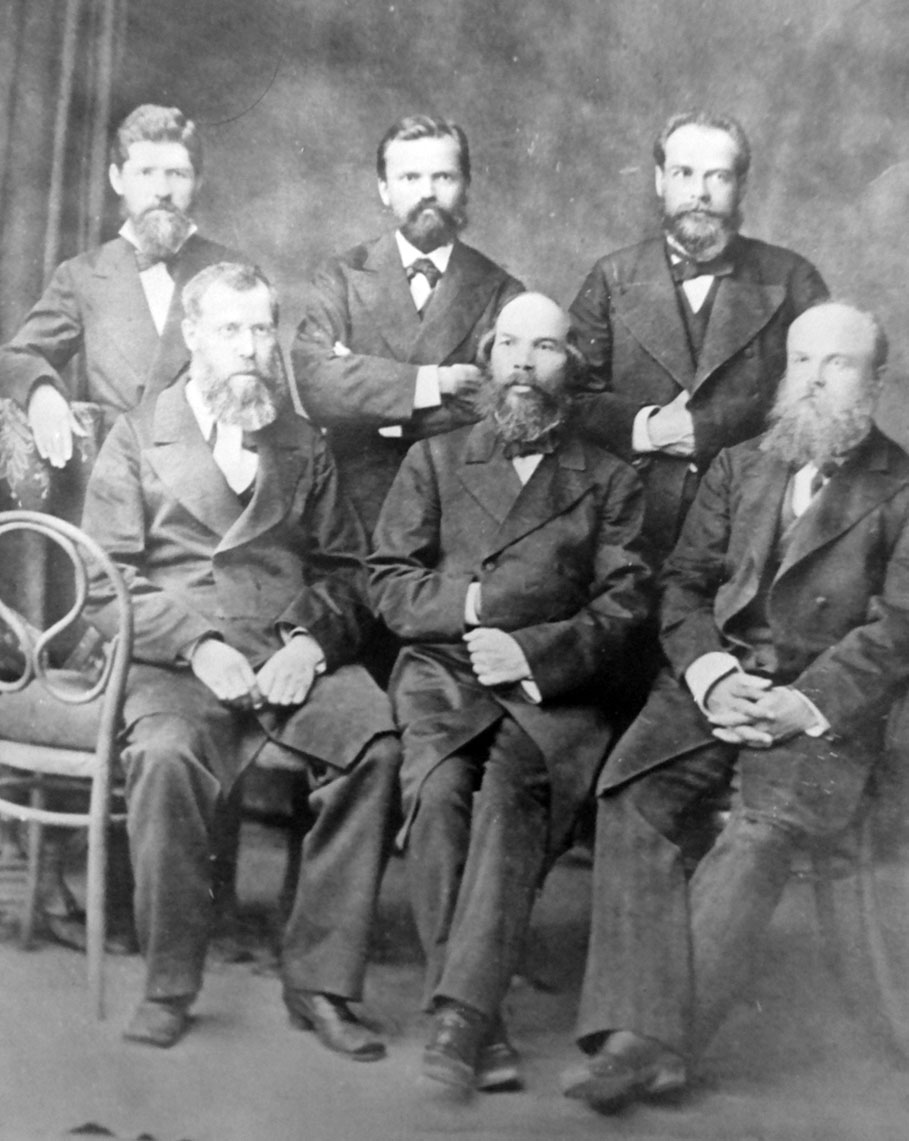
Инспекция народных училищ Симбирской губернии с директором И. Н. Ульяновым. Сидят (слева направо): В. М. Стржалковский, И. Н. Ульянов, И. В. Ишерский. Стоят: Л. Л. Красев, В. И. Фармаковский, К. М. Аммосов. 1881 год.

Инспекция народных училищ была учреждена в 1869 по инициативе министра народного просвещения имперского правительства Д. Толстого для наблюдения и контроля за деятельностью народных школ и благонадёжностью учителей. Инспекторы народных училищ осуществляли административно-контрольные функции надзора за земскими школами, приходскими, городскими и уездными училищами.
Вначале на губернию назначался один инспектор, с 1874 в каждой губернии число инспекторов народных училищ было увеличено до трёх с введением должности директора.
Из положения о начальных народных училищах, 1874 г.:
Ст. 20. Заведывание учебною частию всех начальных народных училищ вверяется директору народных училищ и инспектору сих училищ, как непосредственно ему подчиненным помощникам, которые назначаются в каждой губернии в том числе, какое будет определено министерством народного просвещения, соразмерно с пространством и населённостью оной и с числом имеющихся в ней училищ.
Ст. 21. Директор народных училищ избирается попечителем учебного округа из лиц, получивших высшее образование, и утверждается в должности министром народного просвещения. Инспекторы народных училищ избираются из лиц, известных педагогическою опытностью, и утверждаются в должности попечителем учебного округа.
Ст. 22. Директор народных училищ следит за ходом учебной части в начальных народных училищах как личным осмотром оных в пределах губернии, так равно и по донесениям своих непосредственных помощников и вообще направляет деятельность инспекторов народных училищ; он состоит членом и управляет делами губернского училищного совета, заседания коего происходят при его участии или же, в случае его отсутствия, при участии другого члена от министерства народного просвещения.
Начальные училища не входили в систему государственного образования и содержались за счёт бюджета земств, сельских общин и добровольных пожертвований и министерство народного просвещения выделяло на них недостаточные средства.
Таким образом, уделом инспектора И. Н. Ульянова был контроль за создаваемыми местными бюджетами школами в плане правильной постановки учебного процесса. В целом это было немало: ходатайствовать перед земством об открытии новых школ, готовить и подбирать достойных учителей начальных школ, следить за хозяйственным состоянием школьных учреждений, способствовать развитию общественного мнения в пользу народного образования.
В 1869 году в Симбирской губернии числилось 462 народных училища с количеством учащихся свыше 10 тысяч человек, из них не более 90 соответствовали норме, остальные пребывали в жалком состоянии или числились только на бумаге.
К 1886 году благодаря энергии и настойчивости инспектора и директора народных училищ И. Н. Ульянова земства, городские думы и сельские общества увеличили отпуск средств на школьные нужды более чем в 15 раз. Было построено более 150 школьных зданий, а количество учащихся в них возросло до 20 тысяч человек. И это при том, что качество образования стало соответствовать принятым нормам, школы получили грамотных учителей и приемлемые для учебного процесса и проживания учителей здания.

## Выписка из формулярного списка
Формулярный список о службе директора народных училищ Симбирской губернии Действительного Статского Советника Ильи Ульянова.
Составлен на 12-е января 1886 года. Из мещан.
- По окончании курса в Императорском Казанском Университете с степенью кандидата в 1854 году г. Попечителем Казанского Учебного Округа назначен исправляющим должность старшего учителя математики в высших классах Пензенского дворянского Института с 7 мая 1855.

- Указом Правительствующего сената 31 августа 1860 г. произведен в титулярные советники со старшинством с 11 ноября 1855.
- Указом Правительствующего сената 20 февраля 1862 г., произведен в коллежские асессоры со старшинством с 11 ноября 1858.
- Приказом Г. Попечителя Казанского Учебного Округа перемещен тем же званием в Нижегородскую гимназию 22 июня 1863.
- Указом Правительствующего сената 12 июля 1863 г. за № 157 произведен в надворные советники со старшинством с 11 ноября 1862.
- ГОСУДАРЬ ИМПЕРАТОР по удостоению Комитета Гг. Министров ВСЕМИЛОСТИВЕЙШЕ соизволил пожаловать за отлично-усердную службу и особые труды орден Св. Анны З ст. 19 ноября 1865.
- Указом Правительствующего сената от 4 июля 1867 г. за № 155 произведен за выслугою лет в коллежские советники со старшинством с 11 ноября 1866.
- Приказом Г. Управляющего Министерством Народного Просвещения от 6 сентября 1869 г за № 19 утвержден инспектором народных училищ Симбирской губернии с 1 сентября 1869.
- Указом Правительствующего сената по департаменту Геральдий от 25 ноября 1871 г за № 5326 произведен за выслугу лет в статские советники со старшинством с 11 ноября 1870.
- ВСЕМИЛОСТИВЕИШЕ награждён за отличную службу орденом Св. Станислава 2-й ст. 22 декабря 1872.
- Приказом Г. Министра Народного Просвещения от 17 августа 1874 г за № 16 назначен директором народных училищ Симбирской губернии 11 июля 1874.
- ВСЕМИЛОСТИВЕЙШЕ награждён за отличную службу орденом Св. Анны 2-й ст. 25 декабря 1874.
- ВСЕМИЛОСТИВЕЙШЕ награждён за отлично-усердную службу чином действительного статского советника 26 декабря 1877. [13]
- Приказом Г. Управляющего Министерством Народного Просвещения от 15 декабря 1880 г. за № 15 оставлен на службе на один год по выслуге 25-летнего срока с 11 ноября 1880.
- Предложением Г. Товарища Министра Народного Просвещения от 27 апреля 1881 г. за № 6126 назначена ему, за выслугу 25-ти лет, в пенсию полный оклад жалованья одну тысячу р., со дня выслуги 25-летнего срока, сверх содержания на службе с 11 ноября 1880.
- Приказом Г. Министра Народного Просвещения от 7 декабря 1881 г. за № 10 оставлен на службе на четыре года с 11 ноября 1881.
- ВСЕМИЛОСТИВЕЙШЕ награждён за отлично-усердную службу орденом Св. Владимира З степени 1 января 1882.
- ВСЕМИЛОСТИВЕЙШЕ награждён орденом Св. Станислава 1-й степени 1 января 1886.

Состоя на службе, умер 12 января 1886.

## Семья
В 1863 году 32-летний Илья Ульянов женился на 28-летней Марии Александровне Бланк.
У Ильи Николаевича (сидит справа на фото) и Марии Александровны (сидит слева на фото) Ульяновых родилось 8 детей, двое из которых умерли в младенчестве:

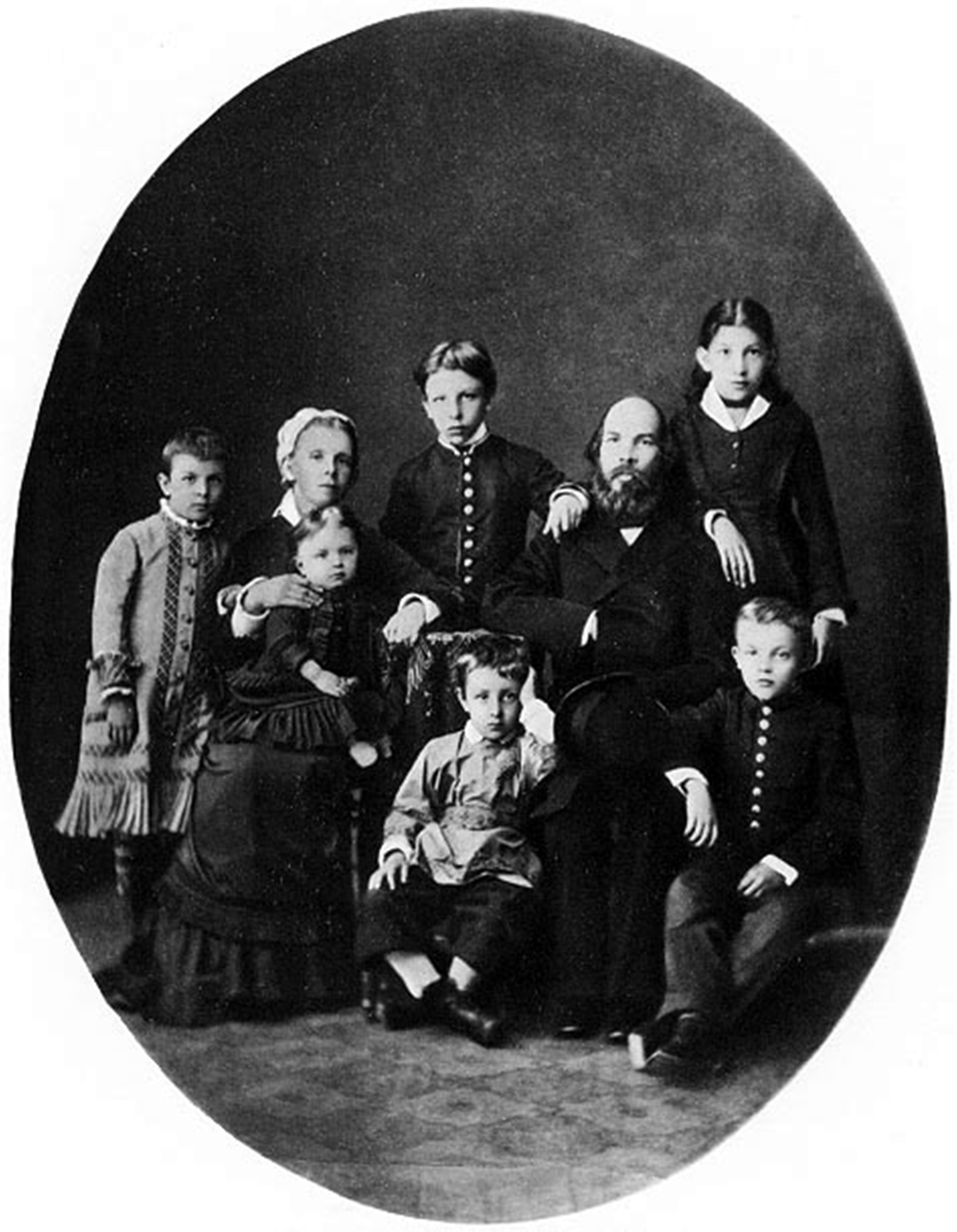
Семья Ульяновых (фото 1879 года).

- Анна стоит справа на фото 15 лет (1864—1935).
- Александр стоит по центру на фото 13 лет (1866—1887).
- Ольга (1868—1869).
- Владимир сидит справа на фото 9 лет (1870—1924).
- Ольга стоит слева на фото 8 лет (1871—1891).
- Николай (1873—1873).
- Дмитрий сидит в центре на фото 5 лет (1874—1943).
- Мария на руках у матери 1 год (1878—1937).

## Память
Именем И. Н. Ульянова названы:
- Ульяновский государственный педагогический университет имени И. Н. Ульянова

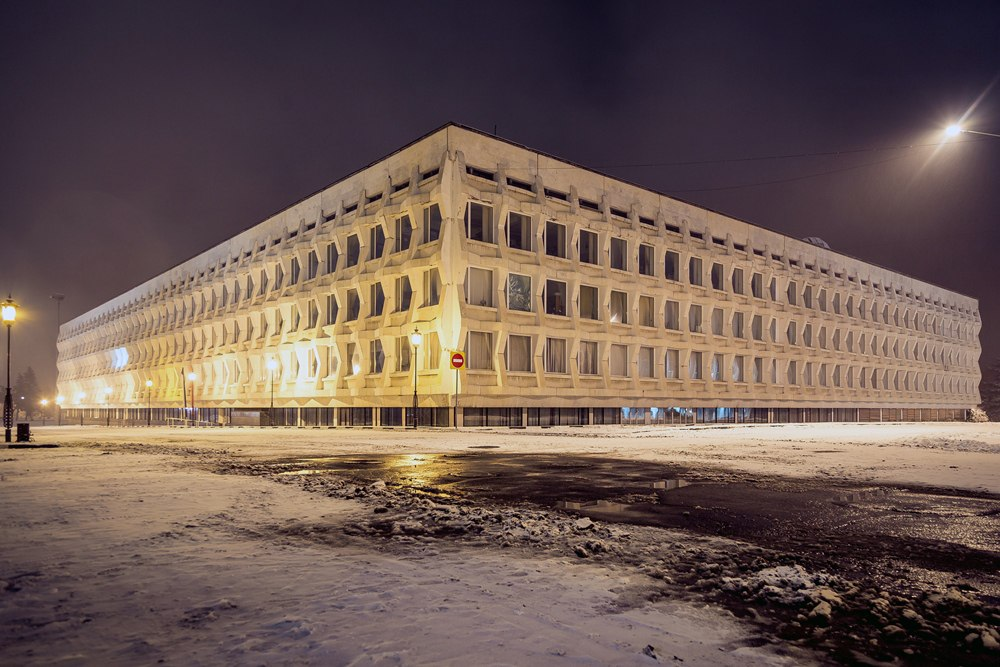
Ульяновский государственный педагогический университет имени И. Н. Ульянова

- Чувашский государственный университет имени И. Н. Ульянова
- Гимназия № 6 (бывш. Школа № 6) имени И. Н. Ульянова (Ульяновск)
- Сквер имени И. Н. Ульянова (Ульяновск)

- Музей-читальня имени И. Н. Ульянова (Пенза)
- Порецкая школа-интернат имени И. Н. Ульянова (бывшая Порецкая учительская семинария)
- Улица Ульянова и 13 Ульяновских переулков в Астрахани (Советский район),
- Улица Ульянова в Саранске

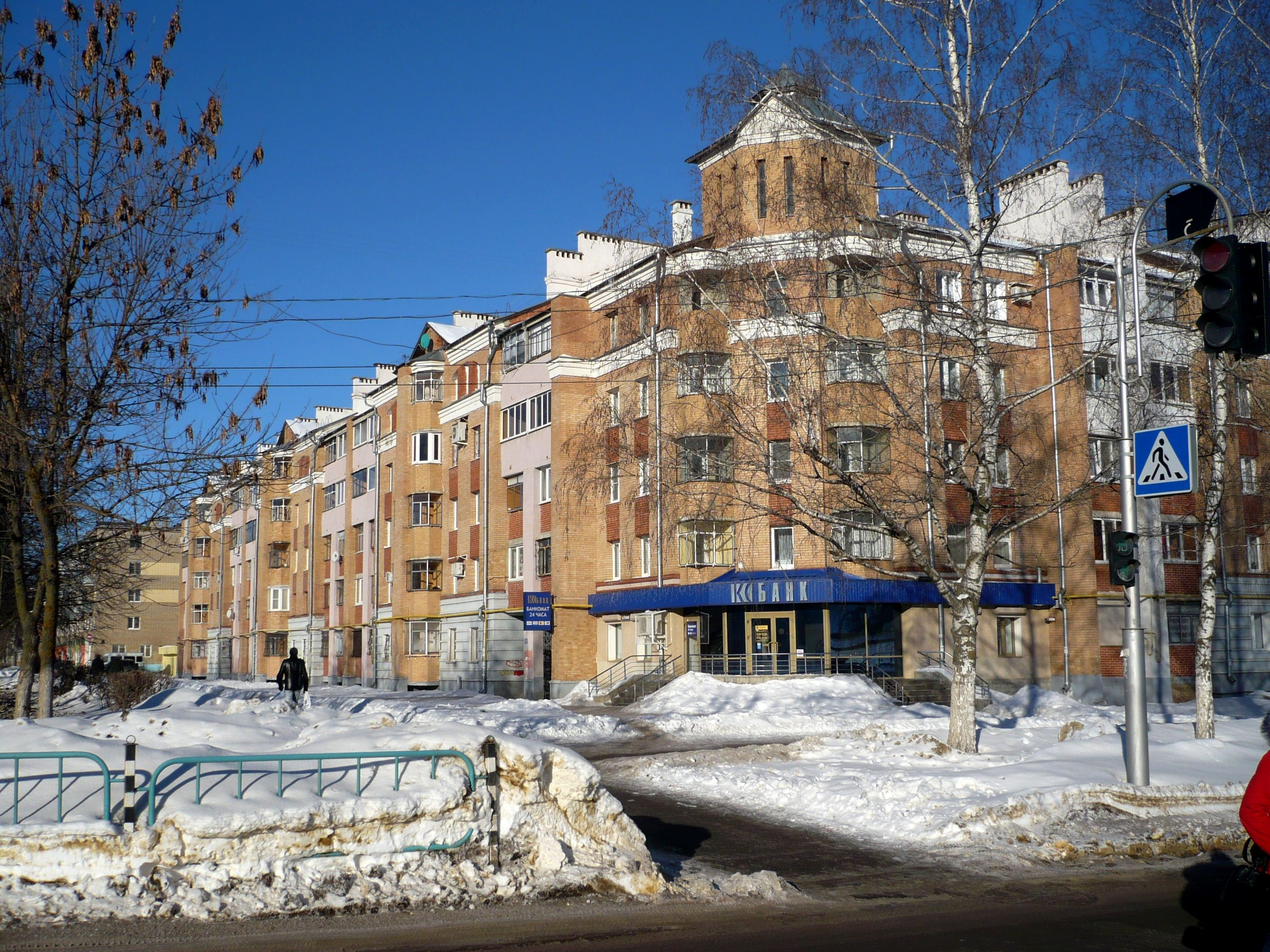
улица Ульянова, д.75а в микрорайоне Юго-Запад у перекрёстка с улицей Комарова, между Октябрьским районом и Ленинским районом, Саранск

Улица Ульянова в Нижнем Новгороде 
Памятники:

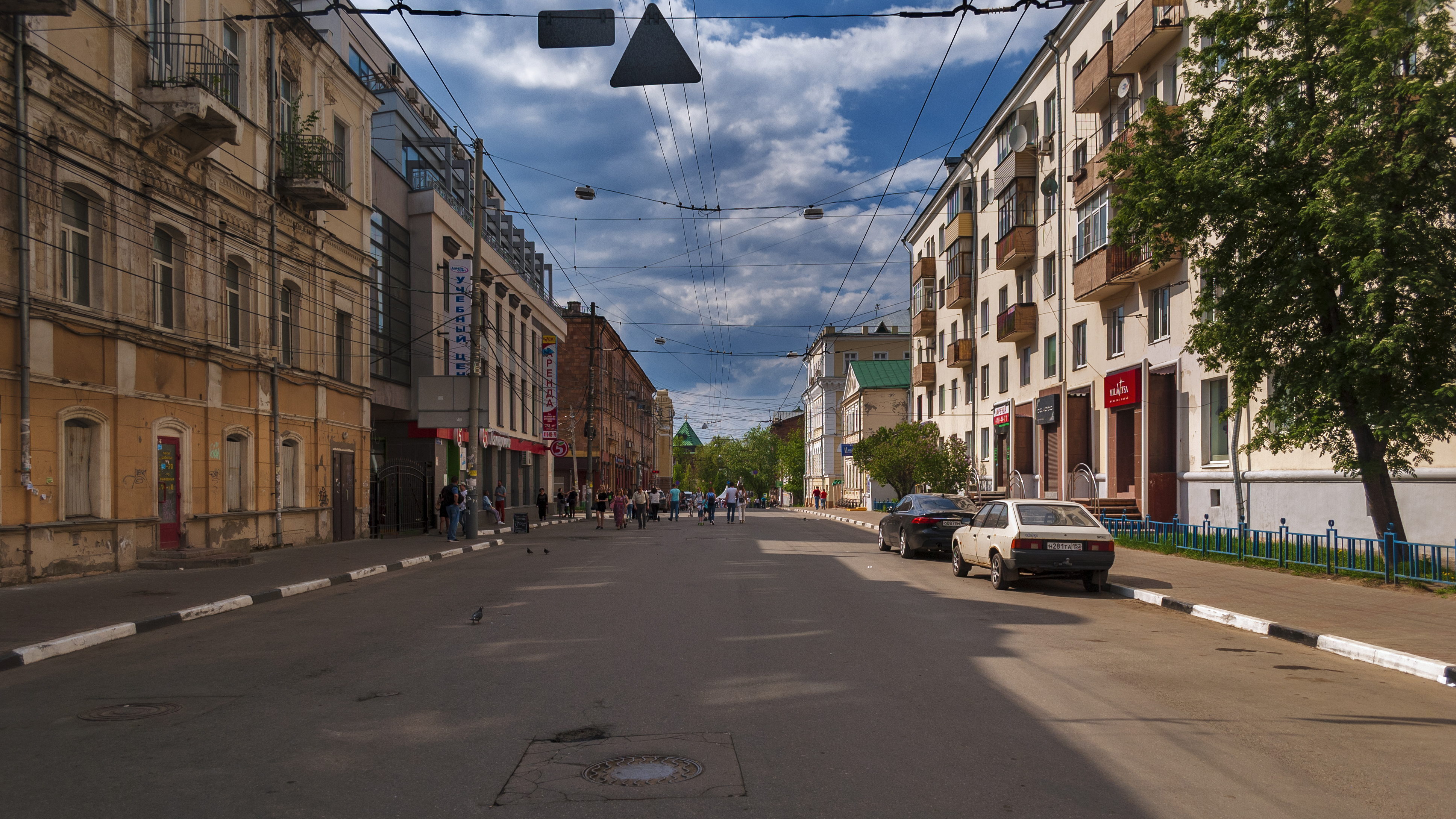
улица Ульянова, Нижний Новгород

- Памятник И. Н. Ульянову (ул. 12 сентября, Ульяновск)
- Бюст И. Н. Ульянову (Бульвар Новый Венец, Ульяновск)
- Могила И. Н. Ульянова (сквер им. И. Н. Ульянова, Покровский некрополь, Ульяновск)
- Памятник И. Н. Ульянову в сквере Ульяновых возле Октябрьской площади на Адмиралтейской улице в Астрахани

- На Аллее славы учителей в Ульяновске открыли памятный знак И. Н. Ульянову.
- Памятник на территории Классической гимназии № 1 им. В. Г. Белинского, по адресу: Пензенская область, г. Пенза, ул. Красная, 54
- Мемориальная доска на здании музея «Симбирские типографии» (Ульяновск, ул. Ленина, 73)

В филателии:
- В 1962 году Почта СССР выпустила марку с изображением семьи Ульяновых.
- В 1981 году Почта СССР выпустила марку с изображением И. Н. Ульянова.

Прочее:
- С 1996 года распоряжением Главы администрации Ульяновской области назначались премии имени И. Н. Ульянова лучшему учителю, лучшему студенту.
- В 2013 году учреждена стипендия Губернатора Ульяновской области «Имени Ильи Николаевича Ульянова»
- Решением Ульяновской Городской Думы И. Н. Ульянову присвоено звание «Почётный гражданин Ульяновска», которое является высшей наградой муниципального образования «Город Ульяновск»[14].
- В 2021 году в первом корпусе Нижегородского государственного педагогического университета имени Козьмы Минина (Мининский университет) в рамках экспозиционно-выставочного пространства «Музей просвещения» открыт Физический кабинет имени И. Н. Ульянова[15]. В экспозиции сосредоточены подлинные предметы XIX — начала XX века, служившие средством демонстрации законов физики и наглядными пособиями в учебном процессе, которые в том числе использовал на своих занятиях старший учитель физики и подвижник народного образования Илья Николаевич Ульянов, работавший в Нижегородской гимназии в период с 1863 по 1869 годов (в её здании сейчас располагается Мининский университет).

## Киновоплощение
- 1965 — «Сердце матери». В роли Ильи Николаевича Ульянова — Даниил Сагал

В филателии
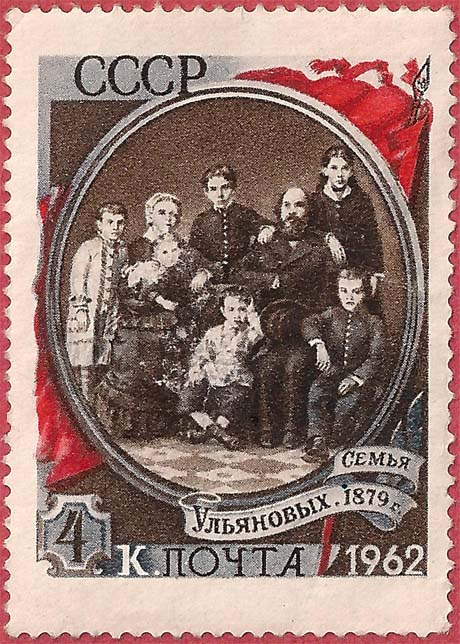
Почтовая марка СССР «Семья Ульяновых», 1962 год, № 2677.
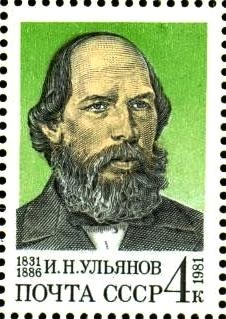
Почтовая марка СССР, 1981 год, № 5217.
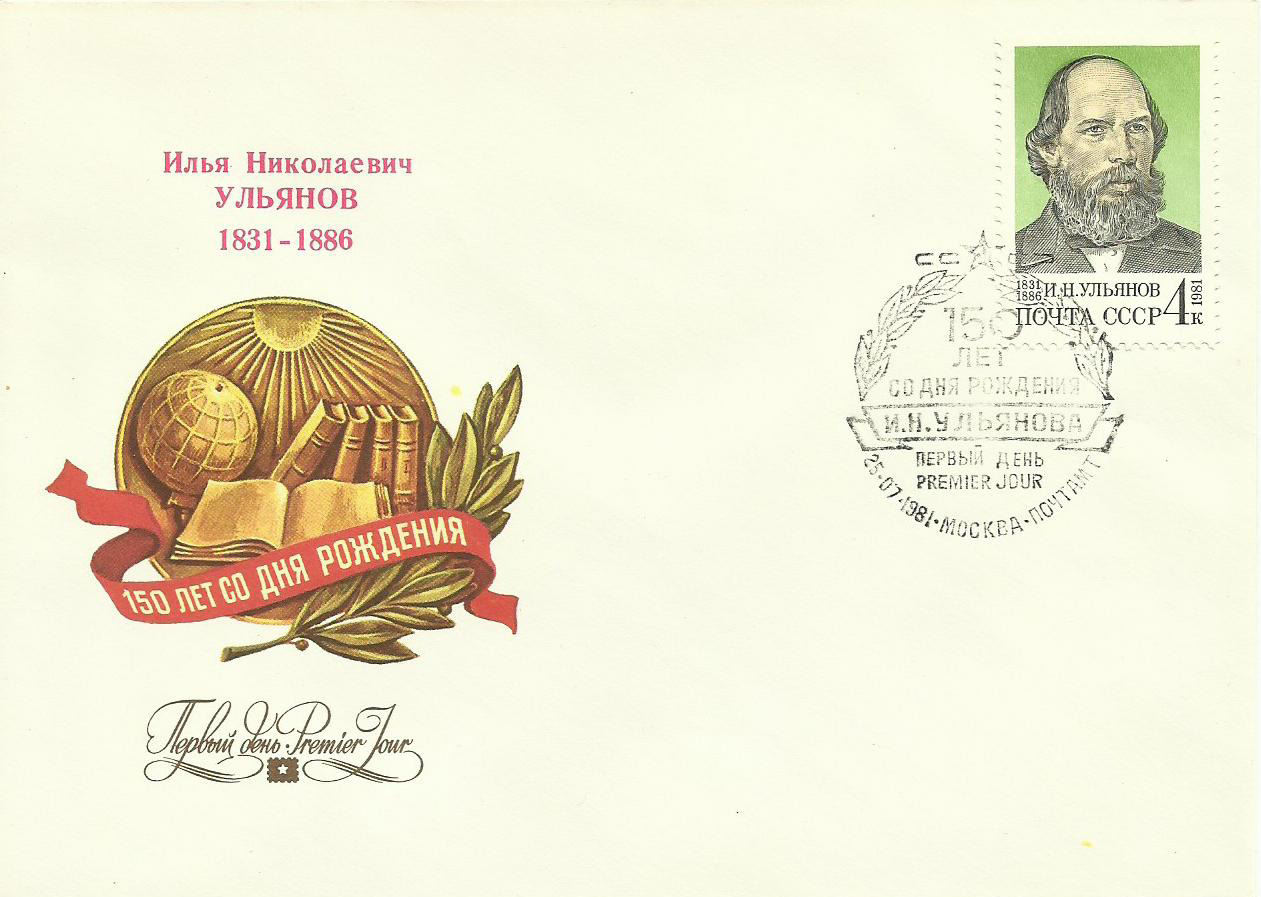
Почтовый конверт Первого дня, 1981 год.
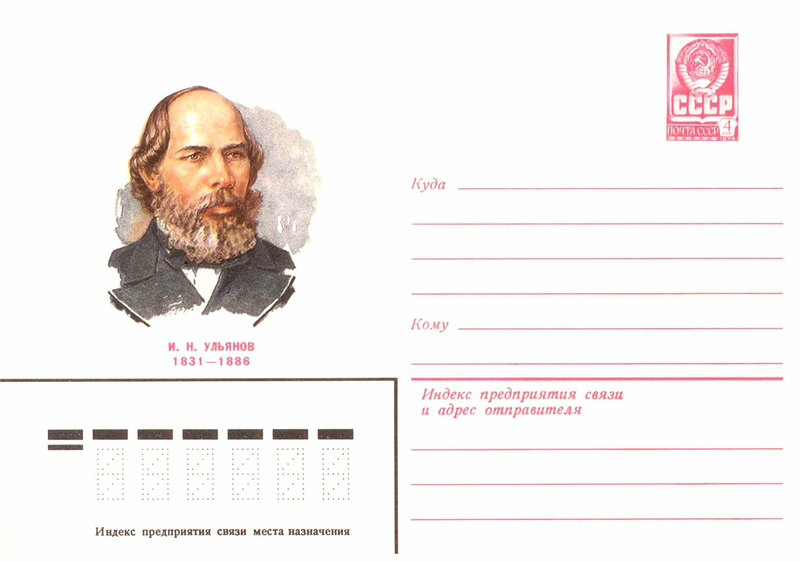
Художественные маркированные конверты 1981 года.

## Фотогалерея

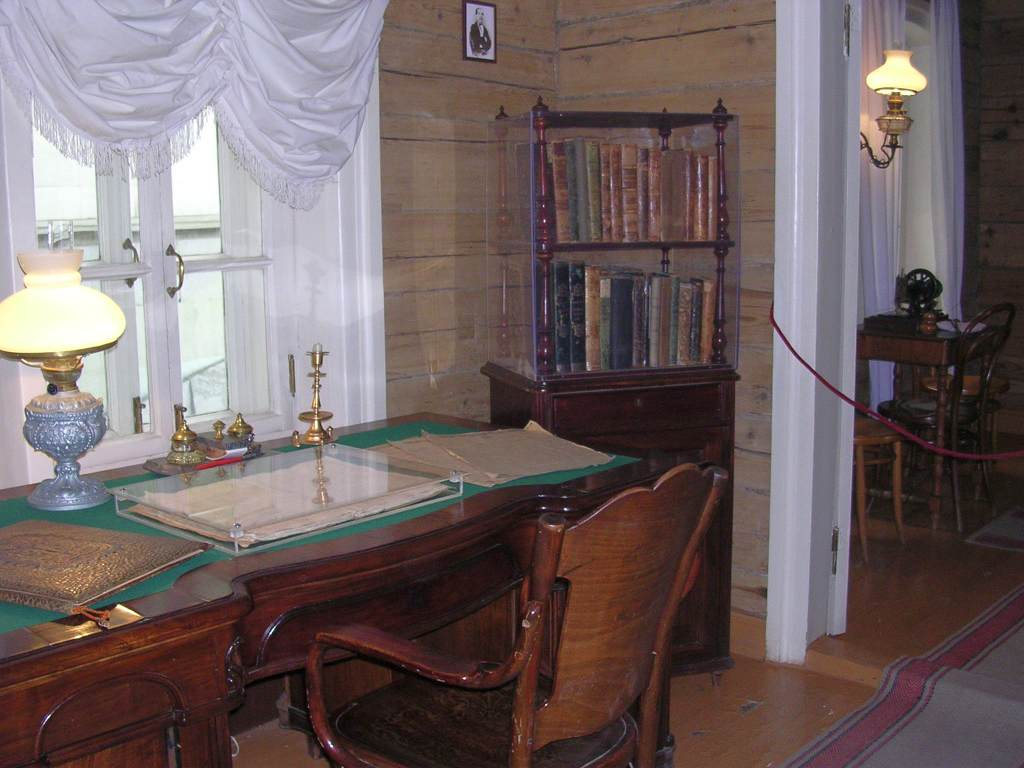
Первый кабинет И. Н. Ульянова в Симбирске
Памятник И. Н. Ульянову у Ульяновского педагогического университета
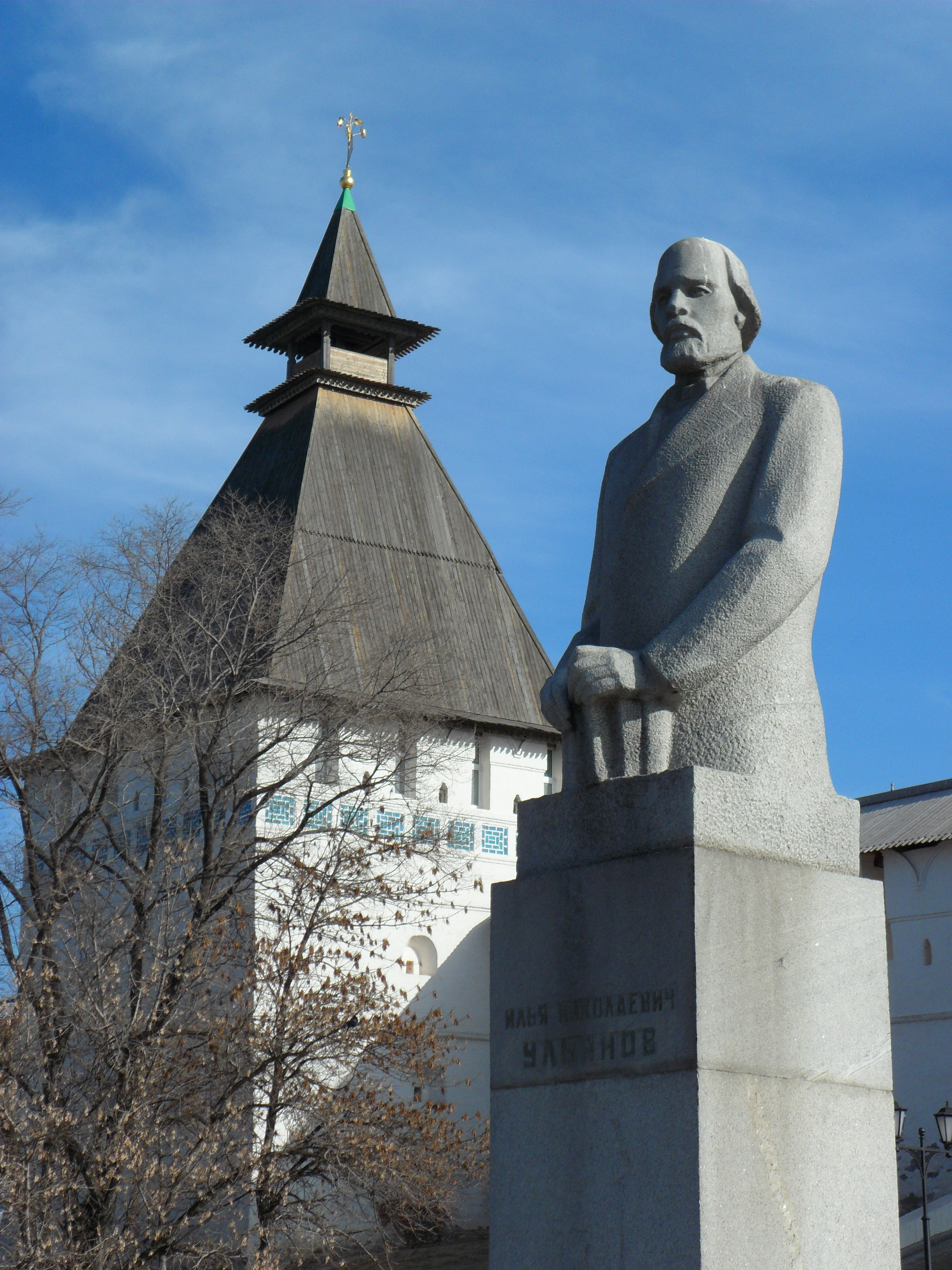
Памятник Илье Николаевичу Ульянову в Астрахани, установлен в сквере Ульяновых возле Астраханского Кремля
Памятник директору народных училищ И.Н. Ульянову на бывшем кладбище Покровского монастыря
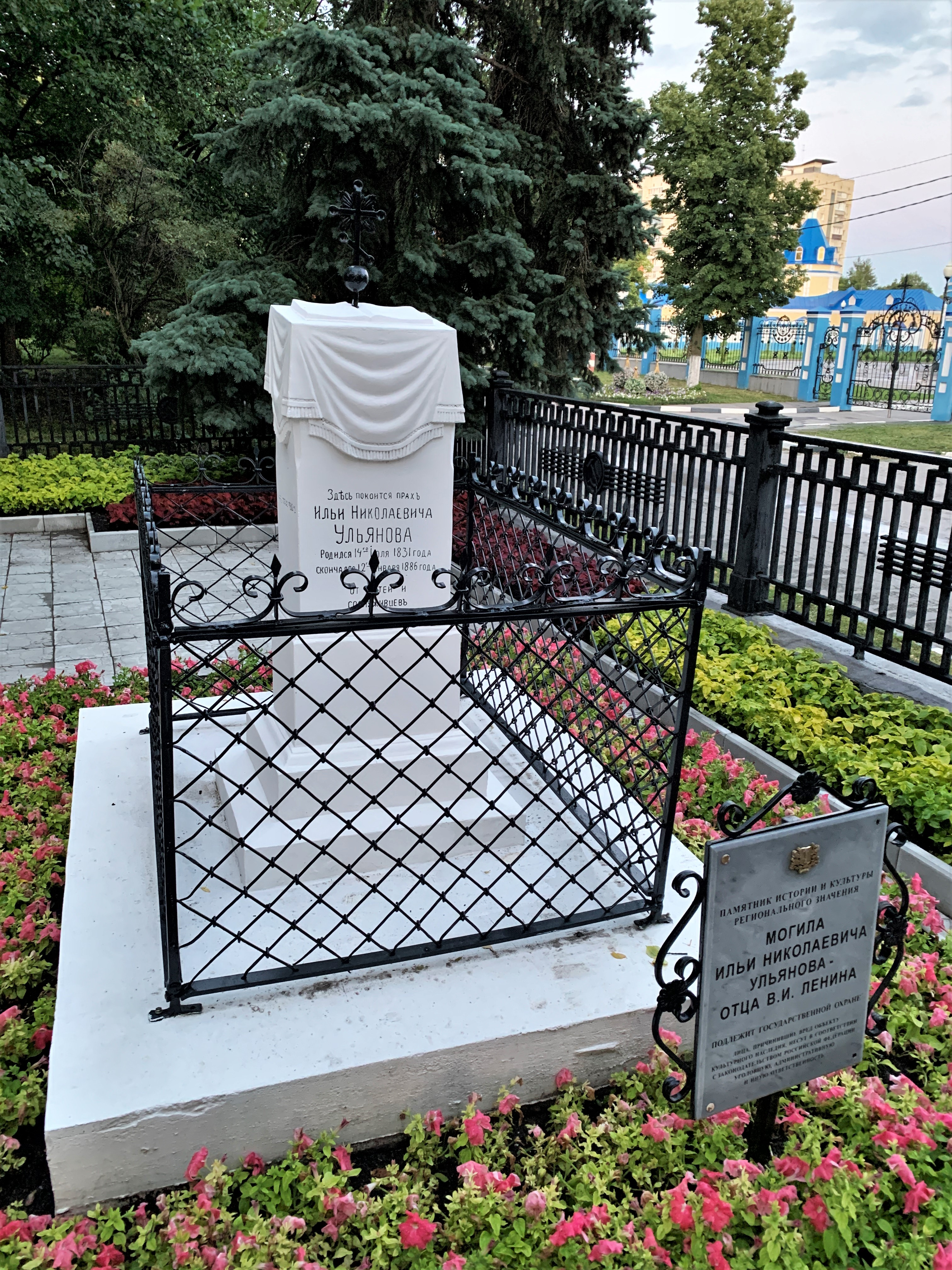
Могила И. Н. Ульянова
Памятный знак И. Н. Ульянову (Ульяновск).
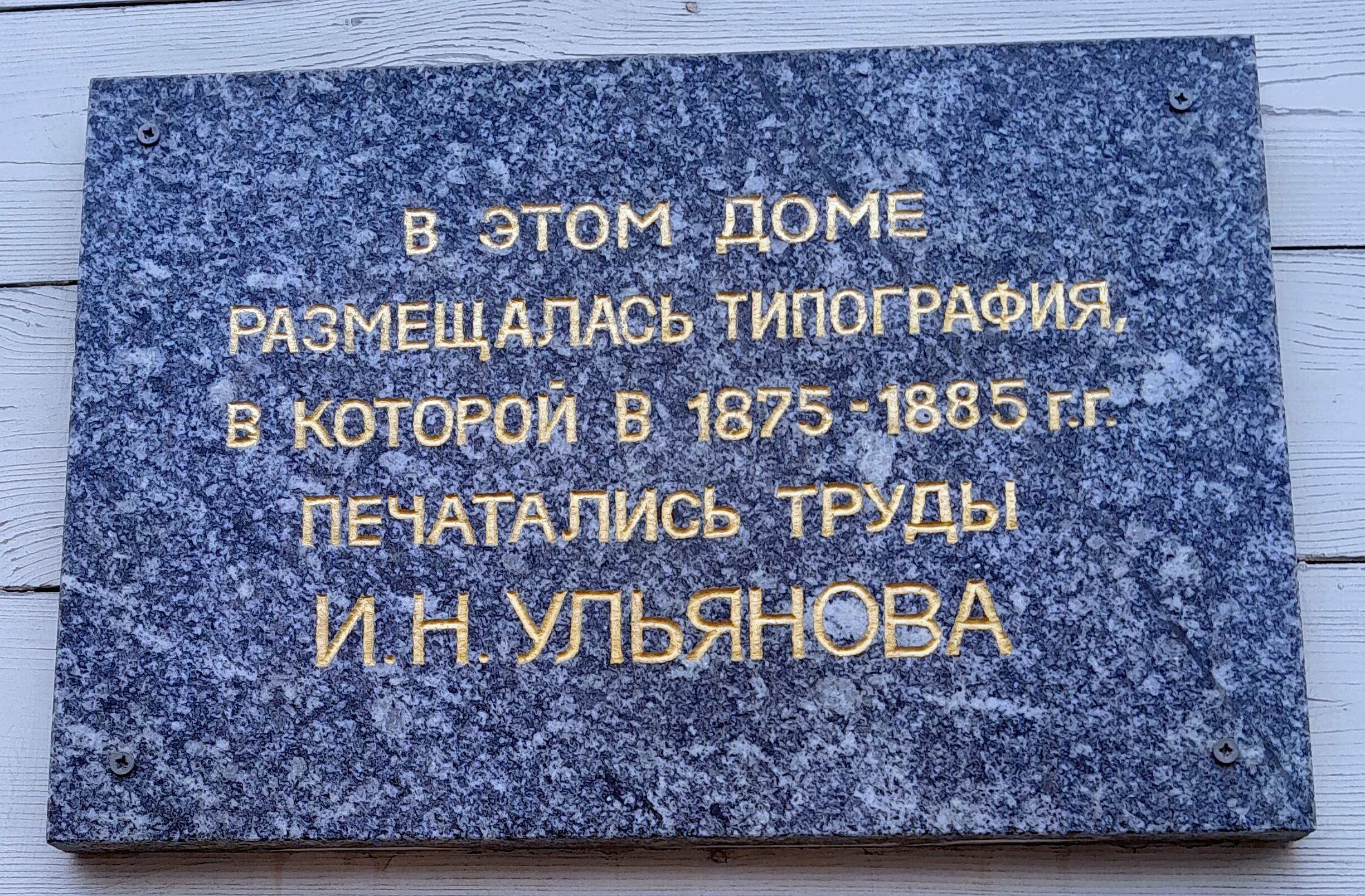
Мемориальная доска И. Н. Ульянову (Ульяновск).
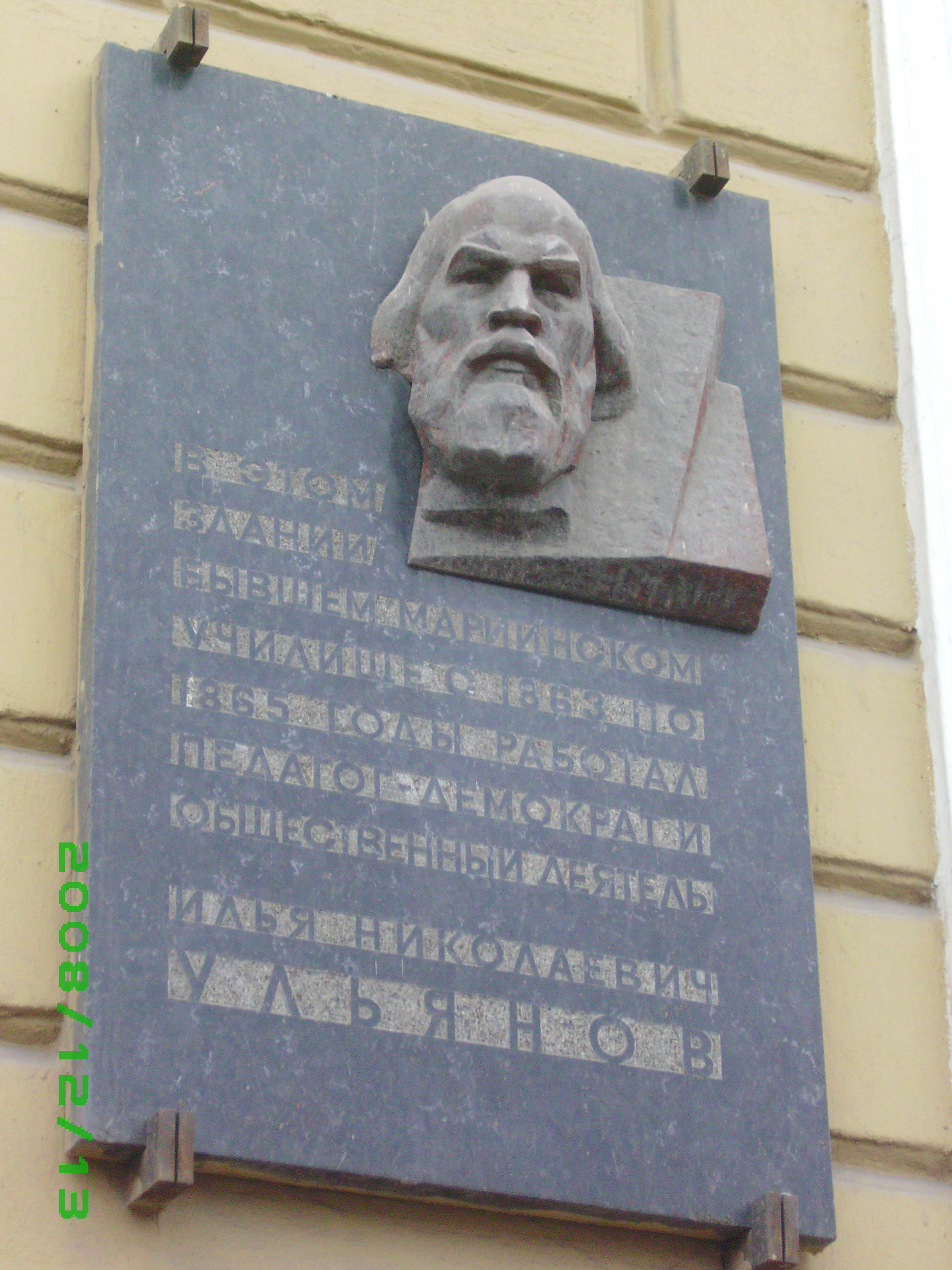
Табличка Ульянову И. Н. на НГАСУ (Н. Новгород).